# Lightweight Java Game Library
De Lightweight Java Game Library (LWJGL) is een opensourcebibliotheek voor het schrijven van computerspellen in de programmeertaal Java. Het geeft ontwikkelaars de mogelijkheid om gebruik te maken van multiplatform-bibliotheken zoals OpenGL en OpenAL. Daarnaast ondersteunde het ook fmod en DevIL (voorheen bekend als OpenIL) in versies ouder dan 2.0.
De bibliotheek is beschikbaar onder de BSD-licentie.
De jMonkeyEngine maakt gebruik van LWJGL.